# 耶律濬
耶律濬(浚)（1058年—1077年），契丹名耶魯斡，是遼道宗長子，母為宣懿皇后萧观音。《遼史》指其「幼而能言，好學知書」，道宗十分喜愛他。
他六歲被封梁王，八歲就立為皇太子，使北院樞密使耶律乙辛討厭，他多次陷害耶律濬(浚)，始終不成功。後來耶律乙辛藉指控皇太子謀反，使道宗廢其為庶人，史稱十香詞冤案。
大康三年（1077年），耶律濬(浚)被耶律乙辛的手下所殺，死時才二十歲。不久，道宗知事情真相，追封耶律濬(浚)為昭懷太子，以天子禮葬玉峰山，乾統元年（1101年）遼天祚帝追尊廟號順宗，諡號大孝順聖皇帝。
耶律濬(浚)與太子妃蕭氏（貞順皇后）只有一子，就是遼天祚帝耶律延禧。

## 延伸阅读
[在维基数据编辑]
 《遼史·卷72》，出自脱脱《遼史》